# Cephalops pannonicus
Cephalops pannonicus är en tvåvingeart som först beskrevs av Aczel 1939.  Cephalops pannonicus ingår i släktet Cephalops och familjen ögonflugor.
Artens utbredningsområde är Ungern. Inga underarter finns listade i Catalogue of Life.